# Ari Brown
Ari Brown (1 februari 1944) is een Amerikaanse jazzsaxofonist (tenorsaxofoon) en pianist. Hij speelt avant-gardejazz, hardbop en postbop.
Brown groeide op in Chicago en ging naar Wilson College, waar hij musici als Jack DeJohnette, Henry Threadgill, Roscoe Mitchell en Joseph Jarman ontmoette. Hij speelde piano in r&b- en soulgroepen, maar in 1965 stapte hij over op de saxofoon. Hij sloot zich in 1971 aan bij de Association for the Advancement of Creative Musicians (AACM) en speelde begin jaren zeventig in The Awakening. In 1974 verloor hij bij een auto-ongeluk enkele tanden en was zo gedwongen weer piano te spelen, tot hij weer saxofoon kon spelen. Hij speelde later in de jaren zeventig saxofoon met McCoy Tyner, Don Patterson en Sonny Stitt. In de jaren tachtig werkte hij samen met Lester Bowie, Von Freeman, Bobby Watson en Anthony Braxton. In 1989 werd hij lid van het trio van Kahil El'Zabar. In 1995 kwam hij met zijn eerste eigen album.

## Discografie

### Als leider
- 1995: Ultimate Frontier (Delmark Records)
- 1998: Venus (Delmark)
- 2007: Live at the Green Mill (Delmark)
- 2013: Groove Awakening (Delmark)

### Als sideman
Met The Awakening
- Mirage (1973)

Met Elvin Jones Jazz Machine
- Soul Train (1980)

Met the Ritual Trio
- Alika Rising (1990)
- Renaissance of the Resistance (Delmark, 1994)
- Big Cliff (1995)
- Jitterbug Junction (CIMP, 1997)
- Africa N'da BLues (2000)
- Live at the River East Art Center (2005)
- Big M – A Triute to Malachi Favors (2006)
- Follow the Sun (2013)

Met Orbert Davis
- Unfinished Memories (1994)
- Priority (2001)
- Blue Notes (2004)

Met Juba Collective
- Juba Collective (2002)

Met Chicago Jazz Philharmonic
- Collective Creativity (2008)